# 常州地铁1号线
常州地铁1号线是常州地铁正在运营中的一条地铁线路，亦是常州地铁首条开通的地铁线路，为常州市城市轨道交通线网骨干线路，代表色为红色，一期工程大致呈南北走向，长34.24千米，其中高架线2.2千米，共设车站29座，连接新北区的森林公园站至武进区的南夏墅站，于2019年9月21日开通运营。

## 概况
常州地铁1号线为《常州市城市轨道交通近期建设规划（2011～2018年）》中批复的线路之一，一期工程呈南北走向，串联新北区、天宁区、武进区，连接新港、新龙、高新、市中心、湖塘、武南六大组团，为常州市城市轨道交通线网骨干线路。一期工程线路全长34.24千米，其中高架段2.2千米，设车站29座，其中地下站27座，高架站2座，平均站间距约1.2千米。
一期工程北起新北区新龙生态林南侧，沿乐山路向南后于常州北站北一路转向东并于车站北广场设站，后沿辽河路向东至通江中路转向南行，下穿京沪高速铁路与沪蓉高速，后由黄河东路折向晋陵北路向南，经过河海、常州奥林匹克体育中心、常州文化中心等核心地区后经飞龙东路、新堂路至常州站北广场下方设站，下穿沪宁城际铁路与京沪铁路后，沿和平路南行，在文化宫站与2号线换乘。继续向南下穿京杭大运河常州绕城段后，折向花园街继续向南，下穿科教城城后，沿凤栖路向南，在沪宁沿江高铁武进站东北侧设站，下穿铁路与沪武高速后，线路出地面继续向南，终于凤栖路与龙帆路交叉口处。
1号线设计时速80km/h，车辆采用B型车，采用6节编组。线路设百丈车辆段与南夏墅停车场，车辆采用直流1500V接触网供电，全线设龙虎塘、科教城2座主变电站。线路控制中心为茶山线网控制中心。

## 历史
- 2014年10月28日，1号线一期一南一北两个先行段正式开工[5]。
- 2015年4月2日，1号线一期工程全线开工[6]。
- 2018年5月29日，1号线首列电客车接车仪式在百丈车辆段举行[7]。
- 2019年
  - 9月4日，1号线通过初期运营前安全评估[8]。
  - 9月6日至8日，1号线开展万人试乘活动[9]。
  - 9月21日，1号线一期工程正式开通运营[10]。
- 2023年3月3日，1号线通过正式运营前安全评估[8]。

## 车站
常州地铁1号线的车站信息如下：
| 站名          | 换乘线路        | 所在地         | 启用时间      | 站台形式           |
| ------------- | --------------- | -------------- | ------------- | ------------------ |
| 常州地铁1号线 |                 |                |               |                    |
| 森林公园      |                 | 新北区         | 2019年9月21日 | 地下二层岛式       |
| 新龙          |                 | 新北区         | 2019年9月21日 | 地下二层岛式       |
| 旅游学校      |                 | 新北区         | 2019年9月21日 | 地下二层岛式       |
| 新桥          |                 | 新北区         | 2019年9月21日 | 地下二层岛式       |
| 常州北站      |                 | 新北区         | 2019年9月21日 | 地下二层岛式       |
| 北郊中学      |                 | 新北区         | 2019年9月21日 | 地下二层岛式       |
| 外国语学校    |                 | 新北区         | 2019年9月21日 | 地下二层岛式       |
| 环球港        |                 | 新北区         | 2019年9月21日 | 地下二层岛式       |
| 新区公园      | █ 6号线（在建） | 新北区         | 2019年9月21日 | 地下三层岛式       |
| 河海          |                 | 新北区         | 2019年9月21日 | 地下二层岛式       |
| 奥体中心      |                 | 新北区         | 2019年9月21日 | 地下二层岛式       |
| 市民广场      |                 | 新北区、天宁区 | 2019年9月21日 | 地下二层岛式       |
| 翠竹          | █ 5号线（在建） | 天宁区         | 2019年9月21日 | 地下二层岛式       |
| 常州火车站    |                 | 天宁区         | 2019年9月21日 | 地下三层岛式       |
| 博爱路        |                 | 天宁区         | 2019年9月21日 | 地下二层岛式       |
| 文化宫        | █ 2号线         | 天宁区         | 2019年9月21日 | 地下三层岛式       |
| 同济桥        |                 | 天宁区         | 2019年9月21日 | 地下二层岛式       |
| 清凉寺        |                 | 天宁区         | 2019年9月21日 | 地下二层岛式       |
| 茶山          |                 | 天宁区         | 2019年9月21日 | 地下二层岛式       |
| 聚湖路        |                 | 武进区         | 2019年9月21日 | 地下二层岛式       |
| 湖塘          |                 | 武进区         | 2019年9月21日 | 地下二层岛式       |
| 新天地公园    |                 | 武进区         | 2019年9月21日 | 地下三层岛式       |
| 长虹路        |                 | 武进区         | 2019年9月21日 | 地下二层岛式       |
| 延政大道      |                 | 武进区         | 2019年9月21日 | 地下三层一岛一侧式 |
| 科教城北      |                 | 武进区         | 2019年9月21日 | 地下二层岛式       |
| 科教城南      |                 | 武进区         | 2019年9月21日 | 地下三层岛式       |
| 武进沿江城际  | █ 6号线（在建） | 武进区         | 2019年9月21日 | 地下二层岛式       |
| 阳湖路        |                 | 武进区         | 2019年9月21日 | 高架三层岛式       |
| 南夏墅        |                 | 武进区         | 2019年9月21日 | 高架三层岛式       |

## 列车
1号线列车由中车南京浦镇车辆厂制造，初期配备36列216节。列车采用4动2拖的六节B型车编组，最高运行速度80km/h。整列车设有264个坐席，最大载客量为2062人。
外观以红色和黑色为主色调，车内以浅蓝色为主色调。

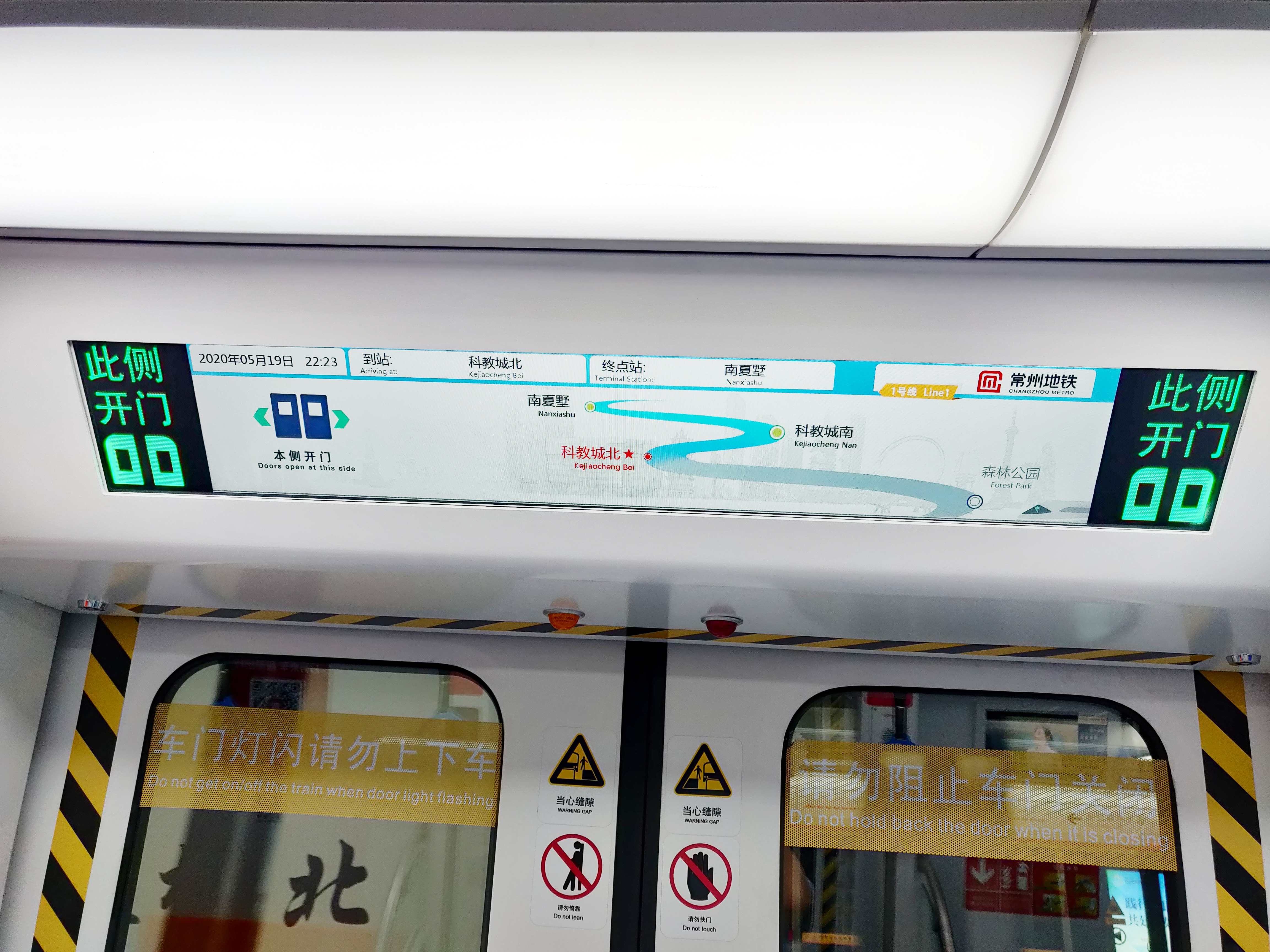
车内显示屏曾采用国内罕见的曲线型界面(现已废止)
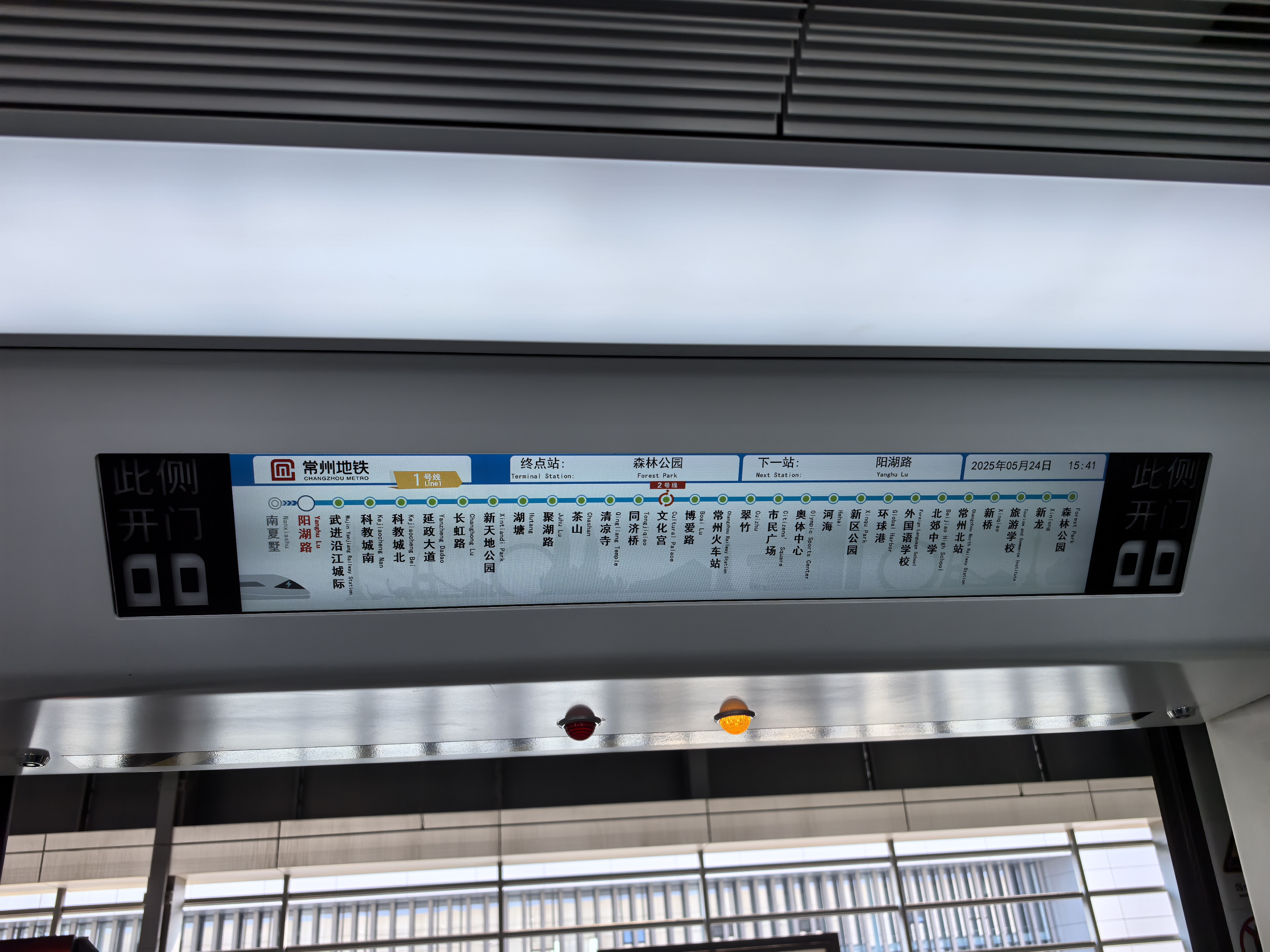
现行的LCD电子动态线路图
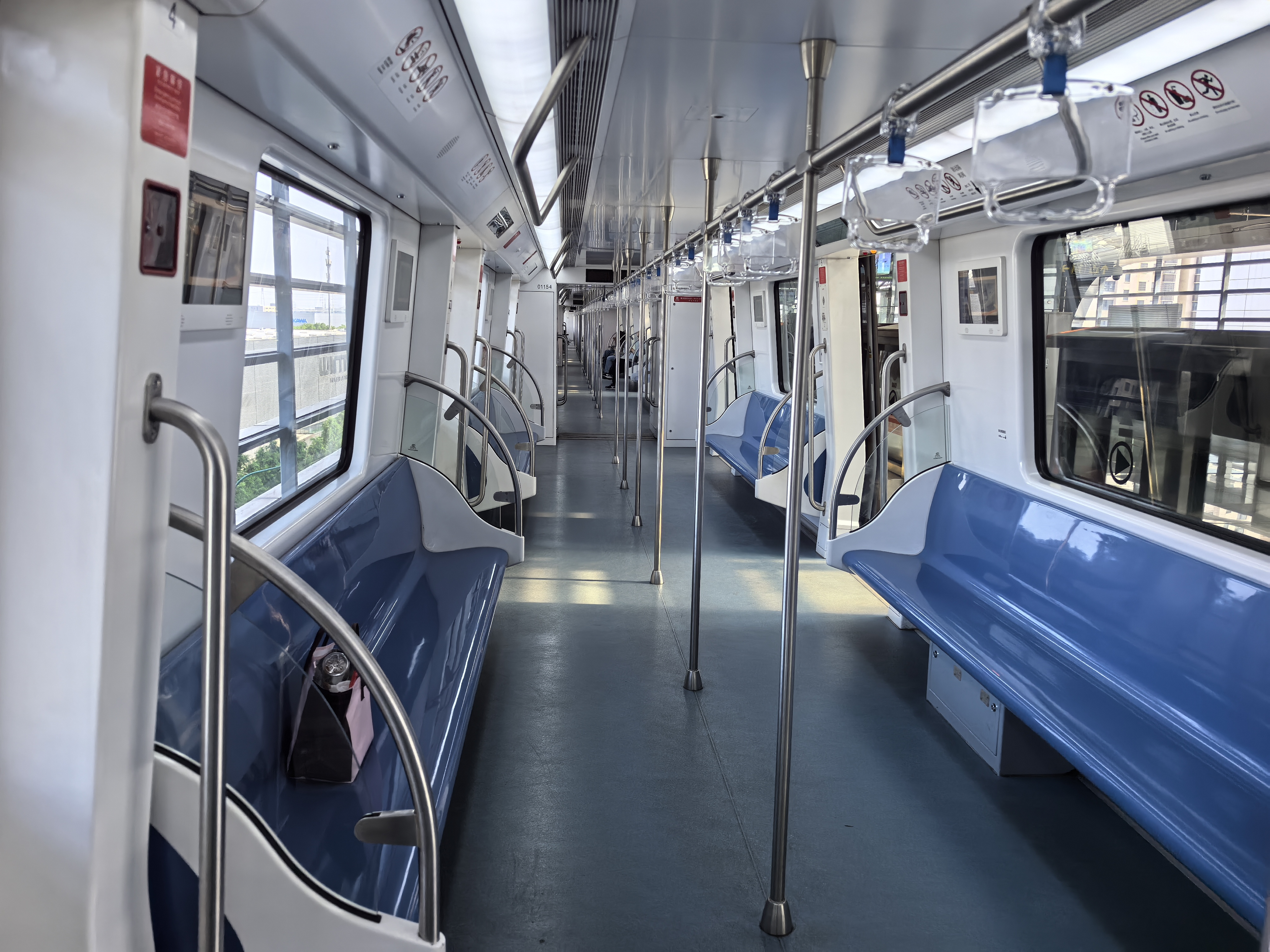
列车内部

### 首发特别列车•龙城先锋号
开通首日，以红色道路上的革命者、创造者、领跑者为内容载体的庆祝新中国成立70周年地铁主题列车“龙城先锋号”担当首发列车。前、中、后两节车厢内部分别采用水蓝色、淡紫色、淡红色为基调。该车亦使用有别于普通列车的车内广播。具体为：
“欢迎乘坐龙城先锋号主题列车，本次列车终点站...”（列车启动后）
“龙城先锋号提醒您，XX站到了...”（列车抵站前）

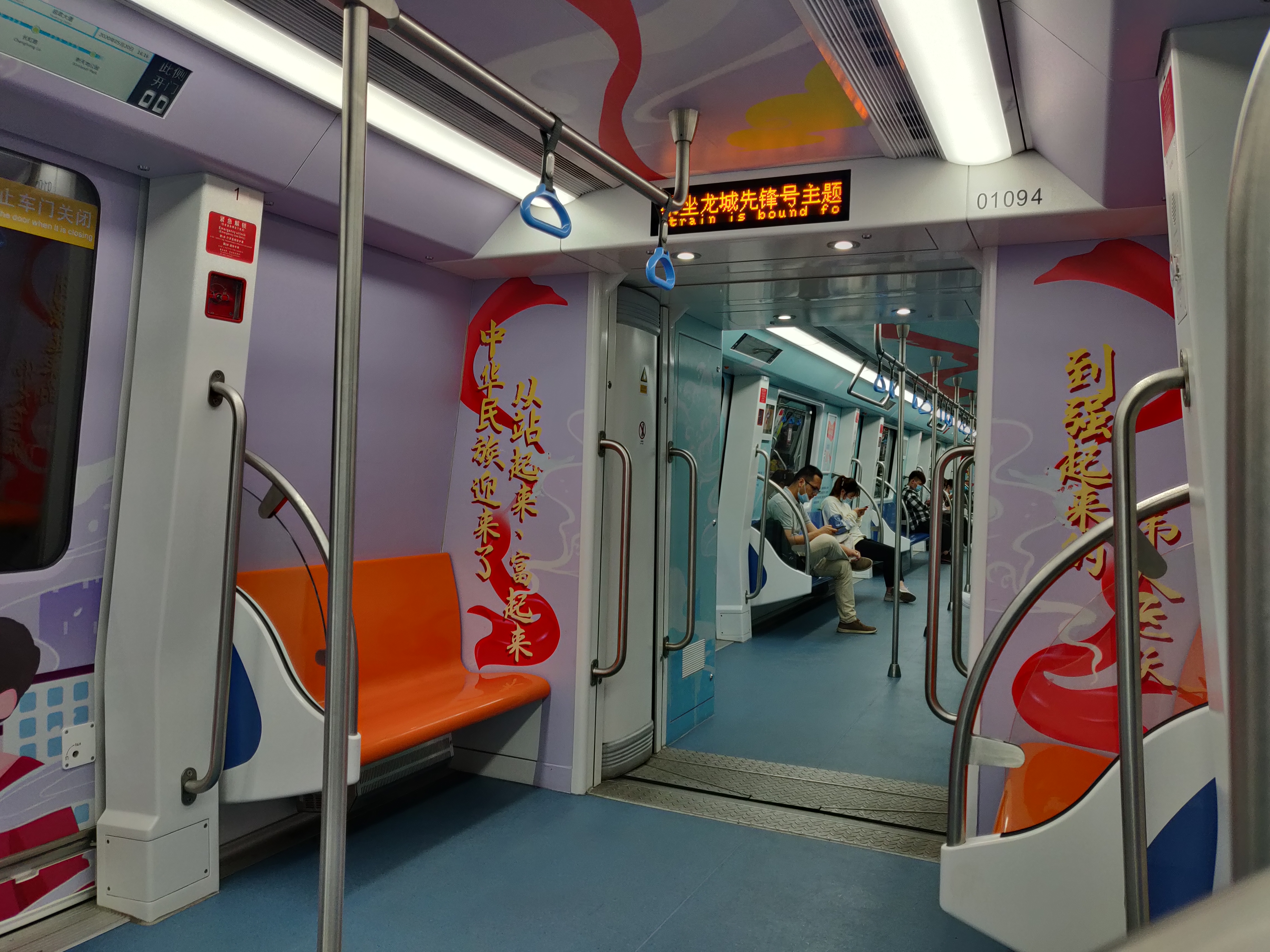
摄于01094、01095号车连接处

2019年9月22日起，此列车每日运行全线往返7次。